# Alpha Ethniki 1967-1968
L'Alpha Ethniki 1967-1968 fu la 32ª edizione della massima serie del campionato di calcio greco, conclusa con la vittoria del AEK Atene, al suo quarto titolo.
Capocannoniere del torneo fu Athanasios Intzoglou (Panionios), con 24 reti.

## Formula
Le partecipanti passarono da 16 a 18 e disputarono un girone di andata e ritorno per un totale di 34 partite.
A partire da questa stagione alle 17 squadre greche si aggiunsero i campioni del campionato cipriota della stagione precedente in seguito al golpe dei colonnelli.
Le squadre retrocesse furono tre: nel caso la squadra cipriota fosse una di queste verrebbe sostituita dai campioni della stagione in corso mentre la quattordicesima e la quindicesima classificata disputarono uno spareggio contro la terza e quarta classificata della seconda serie.
Il punteggio prevedeva tre punti per la vittoria, due per il pareggio e uno per la sconfitta.
Le squadre ammesse alle coppe europee furono quattro: i campioni alla Coppa dei Campioni 1968-1969, la vincitrice della coppa nazionale alla Coppa delle Coppe 1968-1969, e seconda e terza classificata alla Coppa delle Fiere 1968-1969 in seguito alla riforma di questo torneo che per la Grecia iniziò ad accettare anche squadre di Atene oltre che Salonicco.

## Squadre partecipanti
| Squadra            | Città      | Stadio | Stagione 1966-1967 |
| ------------------ | ---------- | ------ | ------------------ |
| AEK Atene          | Atene      |        | 2°                 |
| Apollōn Smyrnīs    | Atene      |        | 11°                |
| Arīs Salonicco     | Salonicco  |        | 5°                 |
| Egaleo             | Egaleo     |        | 10°                |
| Ethnikos Pireo     | Il Pireo   |        | 7°                 |
| Īraklīs            | Salonicco  |        | 9°                 |
| Olympiacos         | Il Pireo   |        | Campione di Grecia |
| Olympiakos Nicosia | Nicosia    |        | Campione di Cipro  |
| Olympiakos Volos   | Volos      |        | Beta Ethniki       |
| Panathīnaïkos      | Atene      |        | 3°                 |
| Panelefsiniakos    | Eleusi     |        | Beta Ethniki       |
| Paniōnios          | Nea Smyrnī |        | 6°                 |
| Panserraïkos       | Serres     |        | 15°                |
| PAOK               | Salonicco  |        | 4°                 |
| Pierikos           | Katerini   |        | 14°                |
| Proodeftikī        | Korydallos |        | 8°                 |
| GAS Veria          | Veria      |        | 13°                |
| Vyzas              | Megara     |        | 12°                |

## Classifica finale
|                   | Pos. | Squadra            | Pt | G  | V  | N  | P  | GF | GS | DR  |
| ----------------- | ---- | ------------------ | -- | -- | -- | -- | -- | -- | -- | --- |
| Grecia (bandiera) | 1.   | AEK Atene          | 84 | 34 | 22 | 6  | 6  | 68 | 24 | +44 |
|                   | 2.   | Olympiacos         | 80 | 34 | 21 | 4  | 9  | 63 | 32 | +31 |
|                   | 3.   | Panathīnaïkos      | 79 | 34 | 17 | 11 | 6  | 44 | 19 | +25 |
|                   | 4.   | Arīs Salonicco     | 75 | 34 | 16 | 9  | 9  | 61 | 49 | +12 |
|                   | 5.   | Pierikos           | 69 | 34 | 15 | 5  | 14 | 42 | 46 | -4  |
|                   | 6.   | Ethnikos Pireo     | 68 | 34 | 12 | 10 | 12 | 51 | 43 | +8  |
|                   | 7.   | Vyzas              | 68 | 34 | 12 | 10 | 12 | 45 | 49 | -4  |
|                   | 8.   | Paniōnios          | 67 | 34 | 13 | 7  | 14 | 56 | 43 | +13 |
|                   | 9.   | PAOK               | 67 | 34 | 13 | 7  | 14 | 45 | 40 | +5  |
|                   | 10.  | GAS Veria          | 67 | 34 | 13 | 7  | 14 | 32 | 39 | -7  |
|                   | 11.  | Egaleo             | 66 | 34 | 12 | 8  | 14 | 47 | 51 | -4  |
|                   | 12.  | Apollōn Smyrnīs    | 66 | 34 | 12 | 8  | 14 | 35 | 45 | -10 |
|                   | 13.  | Īraklīs            | 65 | 34 | 11 | 9  | 14 | 32 | 38 | -6  |
|                   | 14.  | Panserraïkos       | 64 | 34 | 12 | 6  | 16 | 33 | 40 | -7  |
|                   | 15.  | Panelefsiniakos    | 64 | 34 | 10 | 10 | 14 | 31 | 40 | -9  |
|                   | 16.  | Proodeftikī        | 61 | 34 | 10 | 7  | 17 | 37 | 52 | -15 |
|                   | 17.  | Olympiakos Nicosia | 57 | 34 | 6  | 11 | 17 | 39 | 76 | -37 |
|                   | 18.  | Olympiakos Volos   | 57 | 34 | 8  | 7  | 19 | 27 | 62 | -35 |

Legenda:

      Campione di Grecia
      Ammesso alla Coppa delle Fiere
      Ammesso alla Coppa delle Coppe
      Ammessa allo spareggio
      Retrocesso in Beta Ethniki
Note:

Tre punti a vittoria, due a pareggio, uno a sconfitta.

### Spareggio
Panserraïkos e Panelefsiniakos disputarono lo spareggio per la permanenza nella massima serie contro, rispettivamente, AO Kavala e OFI Creta.
Il Panelefsiniakos fu retrocesso.
| Squadra 1       | Totale | Squadra 2    | Andata | Ritorno |
| --------------- | ------ | ------------ | ------ | ------- |
| Panelefsiniakos | 2 - 4  | OFI Creta    | 2 - 1  | 0 - 3   |
| Kavala          | 0 - 2  | Panserraïkos | 0 - 0  | 0 - 2   |

### Verdetti
- AEK Atene campione di Grecia 1967-68 e qualificato alla Coppa dei Campioni
- Olympiacos qualificato alla Coppa delle Coppe
- Panathinaikos e Aris Salonicco qualificate alla Coppa Fiere
- Proodeftiki, Olympiakos Volos e Panelefsiniakos retrocesse in Beta Ethniki.
- Olympiakos Nicosia torna nel campionato cipriota di calcio.